# L'Étage du dessous
Pour plus de détails, voir Fiche technique et Distribution.
L'Étage du dessous (Un etaj mai jos) est un film roumain réalisé par Radu Muntean et sorti en 2015. 

## Fiche technique
- Titre : L'Étage du dessous
- Titre original : Un etaj mai jos
- Réalisation : Radu Muntean
- Scénario : Alexandru Baciu, Radu Muntean et Răzvan Rădulescu
- Photographie : Tudor Lucaciu
- Décors : Sorin Dima
- Costumes : Eliza Frone
- Son : André Rigaut
- Montage : Alexandru Radu
- Musique : Electric Brother
- Pays de production :  Roumanie
- Distribution : Épicentre Films
- Durée : 93 minutes
- Date de sortie : France - 11 novembre 2015

## Distribution
- Teodor Corban
- Iulian Postelnicu
- Oxana Moravec
- Ionuț Bora

## Sélections
- Festival de Cannes 2015 (sélection Un certain regard)[1]
- Festival Premiers Plans d'Angers (Les Ateliers d'Angers) 2015[2]